# Fred Morrison

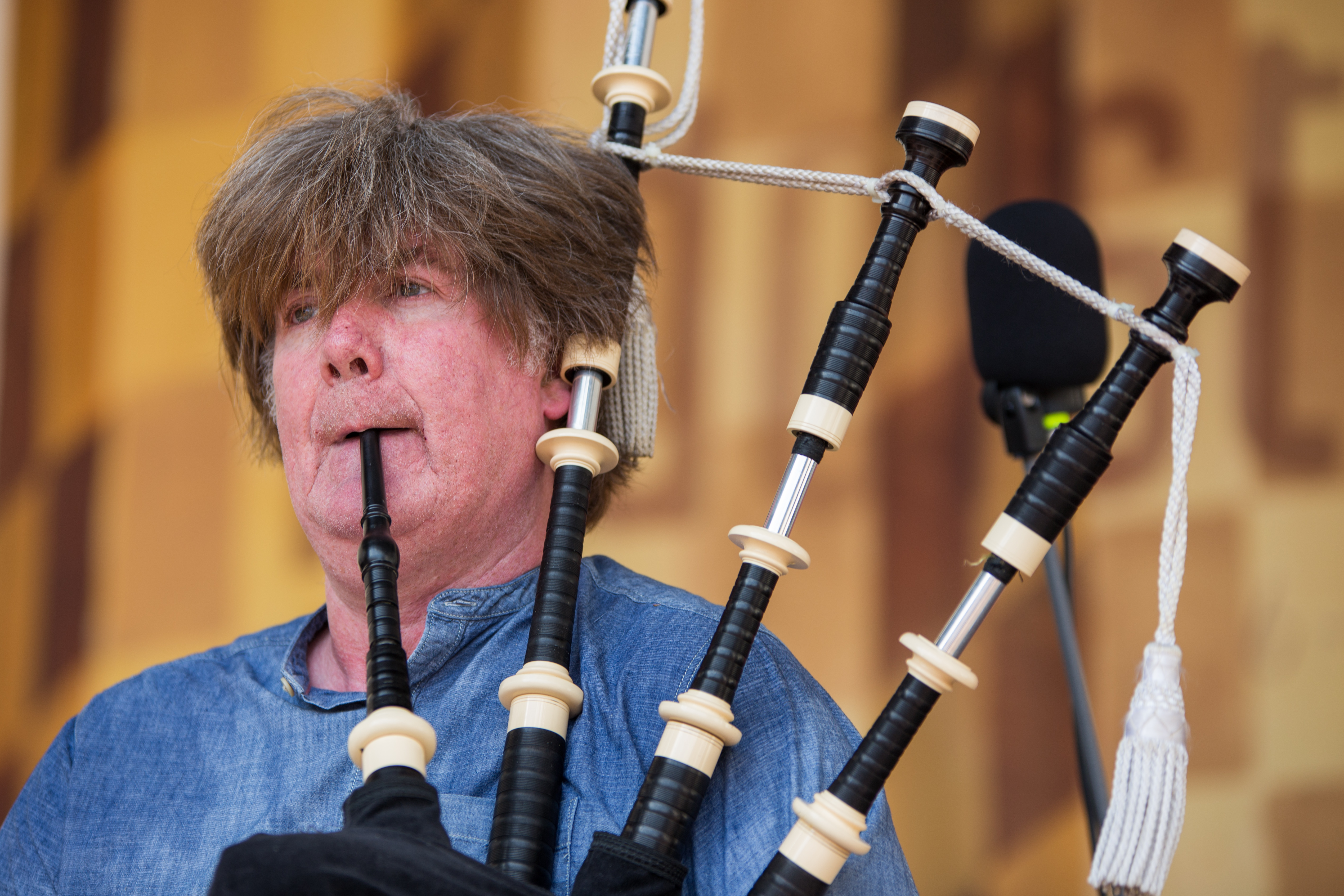
Fred Morrison beim Rudolstadt-Festival 2017

Fred Morrison (* 1963 in Bishopton, Renfrewshire, Schottland) ist ein schottischer Dudelsackspieler. 

## Leben
Auf dem Dudelsack wurde er ab dem Alter von 9 Jahren von seinem Vater – dieser hieß ebenfalls Fred – unterrichtet.
Für sein Dudelsackspiel erhielt Fred Morrison unter anderem folgende Auszeichnungen:
- die Goldmedaille der World's premier piping competitions des Northern Meetings in Inverness
- die Goldmedaille des Argyllshire Gathering in Oban
- sieben Mal die Macallan-Trophäe des Festivals Interceltique de Lorient im bretonischen Lorient
- 2004 die Auszeichnung Instrumentalist of the Year der Scots Trad Music Awards.

Neben seiner Solokarriere spielte er für kurze Zeit bei der Folkgruppe Clan Alba und für drei Jahre bei Capercaillie.

## Diskografie
- The Broken Chanter (1993)
- The Sound of the Sun (2000)
- Up South (2003) – mit Jamie McMenemy
- Outlands (2009)